# Bauhin
Bauhin (latinisiert Bauhinus) ist der Name einer ursprünglich aus Frankreich stammenden Ärzte- und Botanikerfamilie aus Basel, die im 18. Jahrhundert ausstarb.

## Stammtafel
Bekannte Angehörige der Familie:
- Jean Bauhin, auch Johann(es) Bauhin (der Ältere) (1511–1582), Mediziner
  - Johann Bauhin, auch Johannes Bauhin (der Jüngere) (1541–1613), Mediziner und Botaniker sowie Rhetorikprofessor und Leibarzt
  - Caspar Bauhin (1560–1624), Anatom und Botaniker
    - Johann Caspar Bauhin (1606–1685), Anatom und Botaniker
      - Hieronymus Bauhin (1637–1667), Anatom und Botaniker
        - Johann Caspar Bauhin (1665–1705), Mediziner
        - Johann Ludwig Bauhin (1666–1735), Jurist

## Sonstiges
Die Pflanzengattung Bauhinien (Bauhinia) wurde von Carl von Linné nach den Brüdern Caspar Bauhin und Johann Bauhin benannt.